# Университет Болдуина — Уоллеса
Университет Болдуина — Уоллеса (англ. Baldwin Wallace University) — частный гуманитарный университет в г. Берия, Огайо, США. Основан в 1845 году поселенцами-методистами как Институт Болдуина. В 1913 году в результате слияния института с Немецким колледжем Уоллеса образовался Колледж Болдуина — Уоллеса. В 2012 году вуз поменял название на Университет Болдуина — Уоллеса. В вузе проходят обучение более 3500 студентов.
В 2012 году в рейтинге лучших вузов Среднего Запада США по версии U.S. News & World Report Университет Болдуина — Уоллеса занял 12-е место.